# Exoporia
Infra-ordre
Les Exoporia sont un infra-ordre d'insectes, qui appartient à l'ordre des Lepidoptera (papillons) et au sous-ordre des Glossata. 
Il comprend deux super-familles et six familles :
- super-famille des Mnesarchaeoidea Eyer, 1924
  - famille des Mnesarchaeidae Eyer, 1924
- super-famille des Hepialoidea Stephens, 1829
  - famille des Palaeosetidae Turner, 1922
  - famille des Prototheoridae Meyrick, 1917
  - famille des Neotheoridae Kristensen, 1978
  - famille des Anomosetidae Tillyard, 1919
  - famille des Hepialidae Stephens, 1829